# Praeichneumon
Praeichneumon – wymarły rodzaj błonkoskrzydłych z podrzędu trzonkówek i grupy owadziarek. Jedyny z monotypowej rodziny Praeichneumonidae.
Rodzaj i rodzina opisane zostały przez Aleksandra Rasnitsyna w 1983 roku. Wszystkie znane gatunki pochodzą z kredy wczesnej, a ich skamieniałości znalezione zostały na Syberii i w Mongolii. Rodzina ta uznawana jest za przodków współczesnych gąsienicznikowatych i męczelkowatych. Jej przedstawiciele wykazują wiele niewystępujących u współczesnych gąsieniczników cech prymitywnych jak obecność trzech żyłek radiomedialnych na skrzydłach przednich i zamkniętej komórki radialnej na tylnych. Na śródtarczce mają silnie rozwinięte notauli zbieżne ku tyłowi, a niekiedy także podłużną linię między nimi. Praeichneumon charakteryzują też duża pterostygma na przednich skrzydłach i krótkie pokładełko.
Opisano dotąd 5 gatunków:
- Praeichneumon townesi Rasnitsyn, 1983
- Praeichneumon transbaikalicus Rasnitsyn, 1990
- Praeichneumon dzhidensis Kopylov, 2012
- Praeichneumon khamardabanicus Kopylov, 2012
- Praeichneumon zakhaaminicus Kopylov, 2012